# Jazeman Jaafar

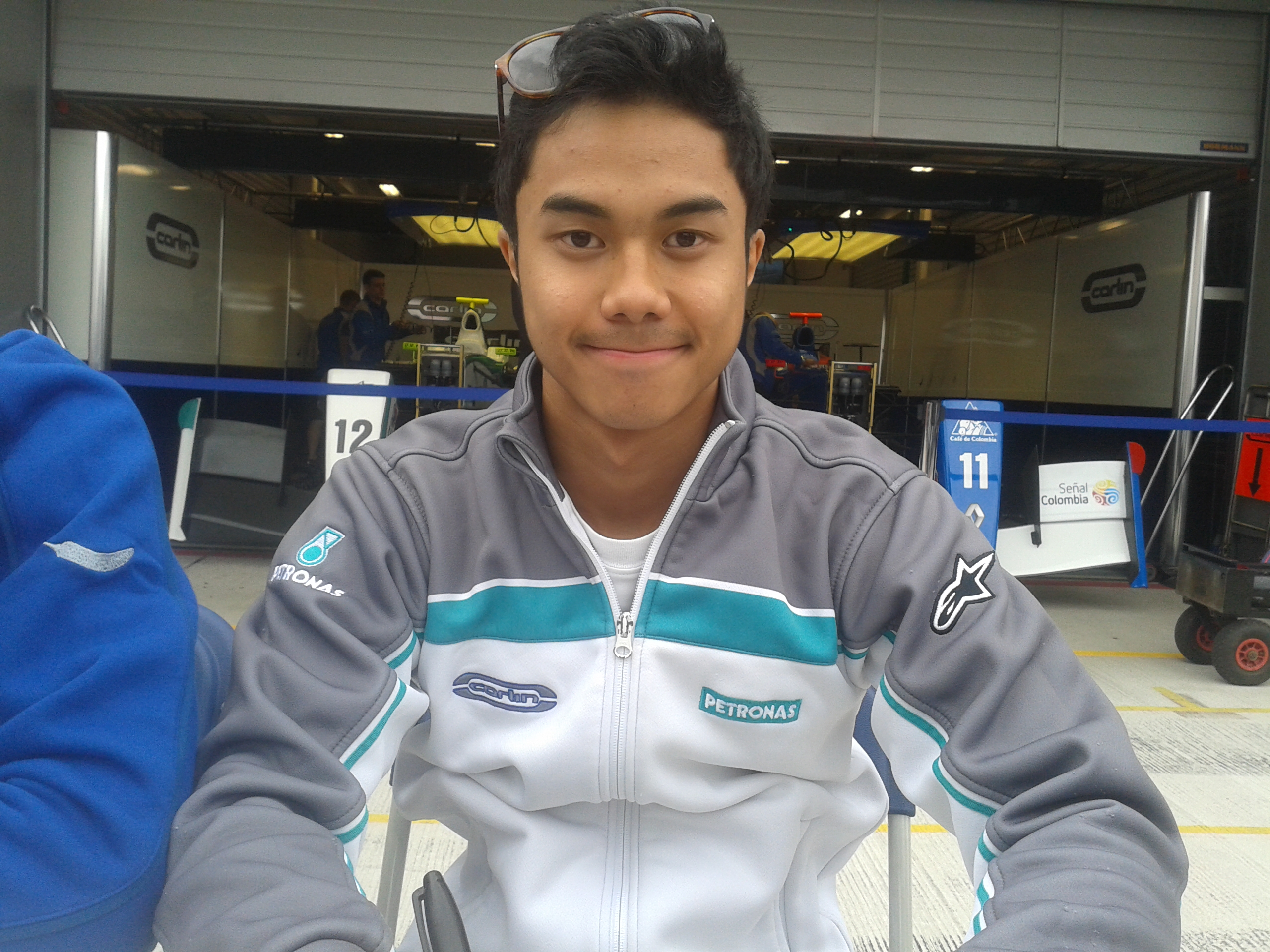
Jazeman Jaafar

Jazeman Firhan Jaafar (Kuala Lumpur, 13 november 1992) is een Maleisisch autocoureur.

## Karting
Jaafar begon zijn carrière in het karting op zesjarige leeftijd. In totaal won hij elf kampioenschappen in zowel zijn thuisland Maleisië als in België.

## Formule Renault
In 2006 stapte Jaafar over naar het formuleracing in de Aziatische Formule Renault 2.0, uitkomend voor het Asia Racing Team. Hij eindigde als derde in het kampioenschap achter Pekka Saarinen en Alexandre Imperatori met als beste resultaat een tweede plaats in de laatste race op het Zhuhai International Circuit.

## Formule BMW
In 2007 stapte Jaafar over naar de Aziatische Formule BMW, rijdend voor het team CIMB Qi-Meritus. Hij won het kampioenschap met tien overwinningen en 768 punten, maar niet voordat in februari een straf voor het team vanwege een overtreding van het technische reglement werd teruggedraaid.
Jaafar nam in 2008 en 2009 ook deel aan de Europese Formule BMW voor Holzer Rennsport in 2008 en Eifelland Racing in 2009. Hij eindigde de seizoenen respectievelijk als veertiende met 67 punten en als negende met 123 punten.

## Formule 3
Jaafar stapte in 2010 over naar het Britse Formule 3-kampioenschap voor het team Carlin. Hij eindigde het seizoen als twaalfde met 85 punten.
In 2011 bleef Jaafar in de Britse Formule 3 rijden voor Carlin. Hij wist zijn positie in het kampioenschap flink te verbeteren, maar behaalde geen overwinningen. Hij eindigde als zesde met 187 punten.
In 2012 eindigde Jaafar voor Carlin als tweede in de Britse Formule 3, achter zijn teamgenoot Jack Harvey. Hij behaalde drie overwinningen en nog twaalf andere podiumplaatsen, waarmee hij met 306 punten dertien punten achter Harvey eindigde.

## Formule Renault 3.5
Jaafar stapte in 2013 over naar de Formule Renault 3.5 Series, waarin hij opnieuw voor Carlin reed. Hij kreeg hier Carlos Huertas als teamgenoot. Hij behaalde op het Circuit de Monaco zijn eerste podiumplaats in het kampioenschap met een derde plaats. Nadat hij in het laatste raceweekend op het Circuit de Barcelona-Catalunya niet deel kon nemen vanwege ziekte, eindigde hij als zeventiende in het kampioenschap met 24 punten.
Op 13 januari 2014 werd bekendgemaakt dat Jaafar in 2014 bij het team van ISR aan de slag gaat in de Formule Renault 3.5. Opnieuw behaalde hij een derde plaats in Monaco en voegde hier nog een derde plaats op Spa-Francorchamps aan toe. Mede hierdoor wist hij zich te verbeteren naar de tiende plaats in het kampioenschap met 73 punten.
In 2015 stapt Jaafar binnen de Formule Renault 3.5 over naar het team Fortec Motorsports.